# آرمن آنویش
آرمن آنویش (ارمنی: Արմեն Անոյշ؛ انگلیسی: Armen Anoyš زادهٔ ۱۹۰۷ - درگذشته ۱۹۵۸) شاعر اهل ارمنستان بود.

## زندگی‌نامه
وی با نام اصلی آرمن ماراشلیان در ۱۹۰۷ در اورفا به دنیا آمد و در بیروت و حلب تحصیل نمود. از نجات‌یافتگان نسل‌کشی ارمنی‌ها در سال ۱۹۱۵ بود. وی در یتیم‌خانه فرانسوی مستقر در حلب بزرگ شد جایی که سرانجام پس از جایی که سرانجام پس از اقامتی کوتاه در دمشق، در آنجا ساکن شد و به تدریس پرداخت. در ۱۹۵۸ در سن ۵۱ سالگی درگذشت.

## آثار
- (شعر ۱۹۳۳ بیروت)
- (شعر ۱۹۳۸ بیروت)
- (رمان ۱۹۴۸ حلب)
- (شعر ۱۹۵۶ قاهره)
- (شعر ۱۹۵۷ تهران)
- (رمان خودزندگینامه ای ۱۹۵۹ حلب)